# Chrysozephyrus esakii
Chrysozephyrus esakii is een vlinder uit de familie van de Lycaenidae. De wetenschappelijke naam van de soort is voor het eerst geldig gepubliceerd in 1940 door Sonan.